# Clever & Smart (Film)
Clever & Smart ist eine spanische Live-Action-Verfilmung des gleichnamigen Comics Clever & Smart aus dem Jahr 2003.

## Handlung
Doktor Bakterius hat ein Gerät entwickelt, mit dem sich die Opfer für kurze Zeit entmutigen lassen: der DDT („Demoralisierer der Truppen“). Als diese Waffe während der Versuche entwendet wird, macht TIA-Chef Mister L die beiden Agenten Fred Clever und Jeff Smart für den Zwischenfall verantwortlich, die zu spät zum Dienst erschienen sind und so eine Lücke im Sicherheitssystem zugelassen haben. Allerdings wird statt ihnen beiden der amerikanische Agent Freddy Muskulus mit der Wiederbeschaffung der gefährlichen Erfindung beauftragt, während sich Clever und Smart mit einem langweiligen Umzug zufriedengeben müssen. Als sie selbst diesen Auftrag ordentlich verbocken und nebenbei auch noch Mister L’s Sportwagen und das TIA-Hauptquartier demolieren, werden sie unehrenhaft aus dem Geheimdienst entlassen.
Währenddessen kommt Freddy Muskulus dem Dieb auf die Spur, als dieser neben dem DDT auch noch ein anderes Gerät aus dem Bakterius-Labor, eine Wettermaschine, dem baufreudigen Staatsoberhaupt von Tirania verkaufen will. Dieser beabsichtigt, den DDT dazu zu benutzen, in England einzumarschieren und anstelle des Buckingham-Palastes Sozialwohnungen zu errichten. Als Muskulus an der Tiranianischen Staatsgrenze versucht, die Übergabe des DDT zu verhindern, wird er gemeinsam mit dem Dieb in das Verlies des Präsidentenpalastes von Tirania gebracht. Dort gelingt ihnen die Flucht. Als Freddy im Büro des Präsidenten eine Unterhaltung mit dessen Butler belauscht, stellt er fest, dass der Präsident einen Nachfolger sucht. Darauf beseitigt Muskulus den auserwählten Thronfolger Sigurt und gibt sich für ihn aus, während er dafür sorgt, dass der Dieb sich für Agent Muskulus ausgibt und exekutiert wird. So gelingt es Freddy, seinen eigenen Tod vorzutäuschen und in die Rolle des Thronfolgers zu schlüpfen. Denn er hat die Absicht, das Erbe des Präsidenten anzutreten und damit nicht nur mächtig, sondern auch reich zu werden. Als TIA-Chef Mister L von Muskulus (vorgetäuschtem) Tod erfährt, glaubt er, dass der Topagent versagt hat und sucht einen neuen Agenten, der Freddys Auftrag abschließen soll.
Unterdessen haben Clever und Smart den Entschluss gefasst, den DDT auf eigene Faust zurückzubringen. Sie finden heraus, dass der Boxmeister Micki der Riese an dem Diebstahl beteiligt war und lassen sich in das Gefängnis einweisen, wo sie von Micki persönlich mehr Informationen zu bekommen hoffen. Der Plan geht jedoch wieder einmal tüchtig in die Hose und die beiden Agenten sitzen im Gefängnis fest. Da setzt sich Clever mit Mister L in Verbindung und erklärt sich bereit, in die Rolle des leiblichen Sohnes vom Präsidenten von Tirania zu schlüpfen, um so nach Tirania zu kommen und Freddys Mission zu vollenden. Clever lässt Smart im Stich und wird aus dem Gefängnis entlassen. Während er sich auf seine Mission vorbereitet, gelingt Smart der Ausbruch.
Muskulus, getarnt als Sigurt, macht sich auf die Suche nach dem angeblichen Sohn des Tyrannen, um ihn zu töten. In der Wohnung von Smarts Mutter treffen Freddy und Fred schließlich aufeinander und es kommt zum Kampf. Als auch Smart dazu kommt, flieht Muskulus mit Smarts Mutter und dem kurzsichtigen Herrn Blindhuhn als Geisel nach Tirania, jedoch nicht, ohne eine Botschaft zu hinterlassen. Darin fordert er Clever auf, auf alle Ansprüche zu verzichten und den Thron ihm zu überlassen. Dass die beiden Agenten das nicht zulassen können, ist natürlich klar und Clever und Smart machen sich in Begleitung von Fräulein Ophelia, der übergewichtigen Sekretärin vom Mister L, auf den Weg nach Tirania. Dort kommt es zum großen Finale, wo Clever, Smart und Ophelia während der Ansprach des Präsidenten gegen Muskulus kämpfen und ihn auch schließlich besiegen. Dabei stoßen sie im Trophäenschrank des Präsidenten auch auf den Heiligen Gral, der Clever am Ende das Leben rettet. Es stellt sich heraus, dass der Herrscher von Tirania in Wahrheit der Vater von Smart ist. Die Herrschaft von Tirania wird darauf Herrn Blindhuhn überlassen, Mutter und Vater kommen wieder zusammen und Clever und Smart feiern ihren triumphalen Erfolg.

## Kritiken
Das Lexikon des internationalen Films sah die „infantile Realverfilmung eines […] Comic-Klassikers, der die brutalen und subversiven Späße der Vorlage in eine laue Slapstick-Revue voller tumber Dialoge übersetzt.“
Die Stuttgarter Zeitung urteilte, vieles sei „einfach schmerzhaft blöde, vermeintliche Parodie kippt in echte Doofheit, und die Menge verfehlter Gags macht die Komödie leider über weite Strecken zur Qual.“
Die Redaktion der Cinema befand, dass „eine exzellente Ausstattung und erstaunlich gute Spezialeffekte […] für grenzsurreales Comicflair [sorgen]. Doch die Gags stammen – im Unterschied zur Comicvorlage – nahezu komplett aus der untersten Niveau-Schublade“ und seien obendrein im Synchronstudio „zu Tode geschändet“ worden: Durch die Idee, Erkan und Stefan „nonstop vulgäre Wortwitze und asoziales Fäkalgeplapper abspulen zu lassen“, sei der Film „nicht mehr für Kinder geeignet. Dabei hätten Grundschüler an diesem Quatsch wohl noch am meisten Spaß gehabt.“ Das Fazit laute daher: „Weder clever noch smart, sondern die hysterische Slapstick-Version einer Praline-Witzseite.“

## Auszeichnungen (Auswahl)
2004 wurde der Film in fünf Kategorien mit dem Goya ausgezeichnet und für einen nominiert:
- Bester Schnitt: Iván Aledo
- Beste Maske: José Antonio Sánchez und Paquita Núñez
- Beste Produktionsleitung: Luis Manso und Marisa Ortiz – Clever & Smart
- Bestes Szenenbild: César Macarrón
- Beste Spezialeffekte: Raúl Romanillos, Pau Costa, Julio Navarro und Félix Bergés
- Beste Kostüme: Tatiana Hernández (Nominierung)

## Fortsetzung
Im Jahr 2008, zum 50-jährigen Jubiläum der Comic-Helden, ist in Spanien ein zweiter Realfilm erschienen. Der Originaltitel lautet: Mortadelo y Filemón. Misión: Salvar la Tierra (dt. etwa Clever & Smart – Mission: Rettung der Welt).